# Jean Petit (sculpteur)
Pour les articles homonymes, voir Jean Petit et Petit.
Jean Claude Petit né à Besançon le 9 février 1819 et mort à Paris le 6 mai 1903 est un sculpteur et médailleur français.

## Biographie

### Formation
Fils d'un ouvrier couvreur, Jean Petit naît au Palais Granvelle le 9 février 1819. Il suit les cours de dessin de l'école municipale. En 1834, il part pour Paris où il suit les cours de la Petite école de la rue de l'École-de-Médecine jusqu'en 1835. Sorti médaillé, il entre par concours à l'École des beaux-arts de Paris où il devient l'élève de David d'Angers. Sous sa direction, il participe aux sculptures du fronton du Panthéon. En 1838, il est reçu premier en loge au concours du prix de Rome, mais une grave maladie l'empêche de terminer la composition finale. Compatissant, son compatriote, Joseph Droz, le met en contact avec Charles Weiss. L'année suivante, il obtient un second grand prix avec un bas-relief représentant Le Serment des sept chefs devant Thèbes. L'année suivante, il concourt pour la dernière fois mais sans succès. Soutenu par Victor Hugo, il obtient un subside de trois ans de la municipalité de Besançon (1839-1841).
En 1844, l'Académie de Besançon lui attribue la pension Suard. Il y expose deux groupes en plâtre, des sujets religieux et plusieurs médaillons. L'année suivante, un buste de Charles Nodier et, en 1846, un buste en marbre de Droz et un autre de l'abbé Boisot.
À ses frais, il visite  l'Italie qu'il considère comme la patrie de l'art. Pour compléter sa formation, il y étudie pendant près d'un an les œuvres de l'Antiquité et de la Renaissance. Il visite Milan, Pise, Carrare, Pérouse, Venise, Florence, Naples, Pompéi et surtout Rome, où il sculpte le buste du pape Pie IX.

### Travaux décoratifs
Pour subsister, il exécute des commandes de travaux décoratifs et pratique pour d'autres artistes. En 1849, il sculpte, pour le compte d'Auguste Louis Deligand, de grandes statues en plâtre pour orner le pont de la Concorde à l'occasion de la fête nationale du 4 mai à Paris. Pour la fête nationale de 1850, il fournit 18 statues allégoriques en collaboration avec deux autres artistes[Lesquels ?]. En 1852, toujours à l'occasion de la fête nationale du 15 août, il conçoit quatre cariatides monumentales supportant les tribunes des grands corps de l'État à Paris sur la place des Innocents. Il sculpte aussi, pour Pierre-Charles Simart, le bas-relief de La Création de la Cour des Comptes du tombeau de Napoléon Ier en 1857.
En 1849, il réalise la statue de Jacques-Auguste de Thou qui décore la façade de l'hôtel de ville de Paris.

Œuvres de Jean Petit
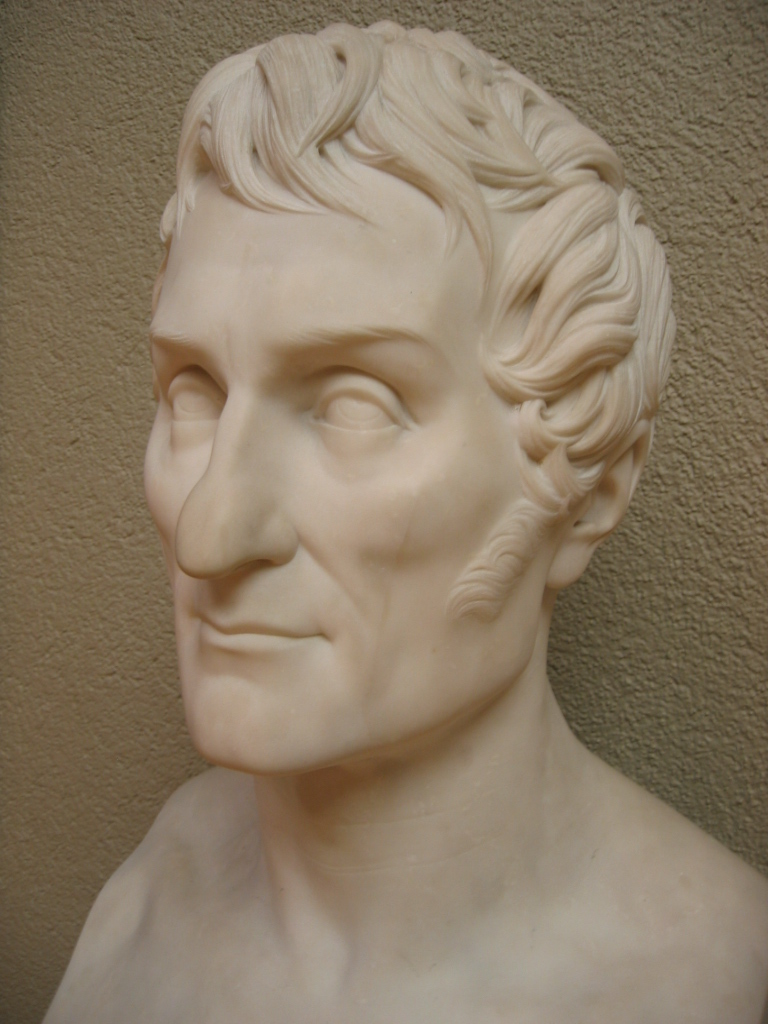
Buste de Charles Nodier (1845, détail), musée des Beaux-Arts et d'Archéologie de Besançon.
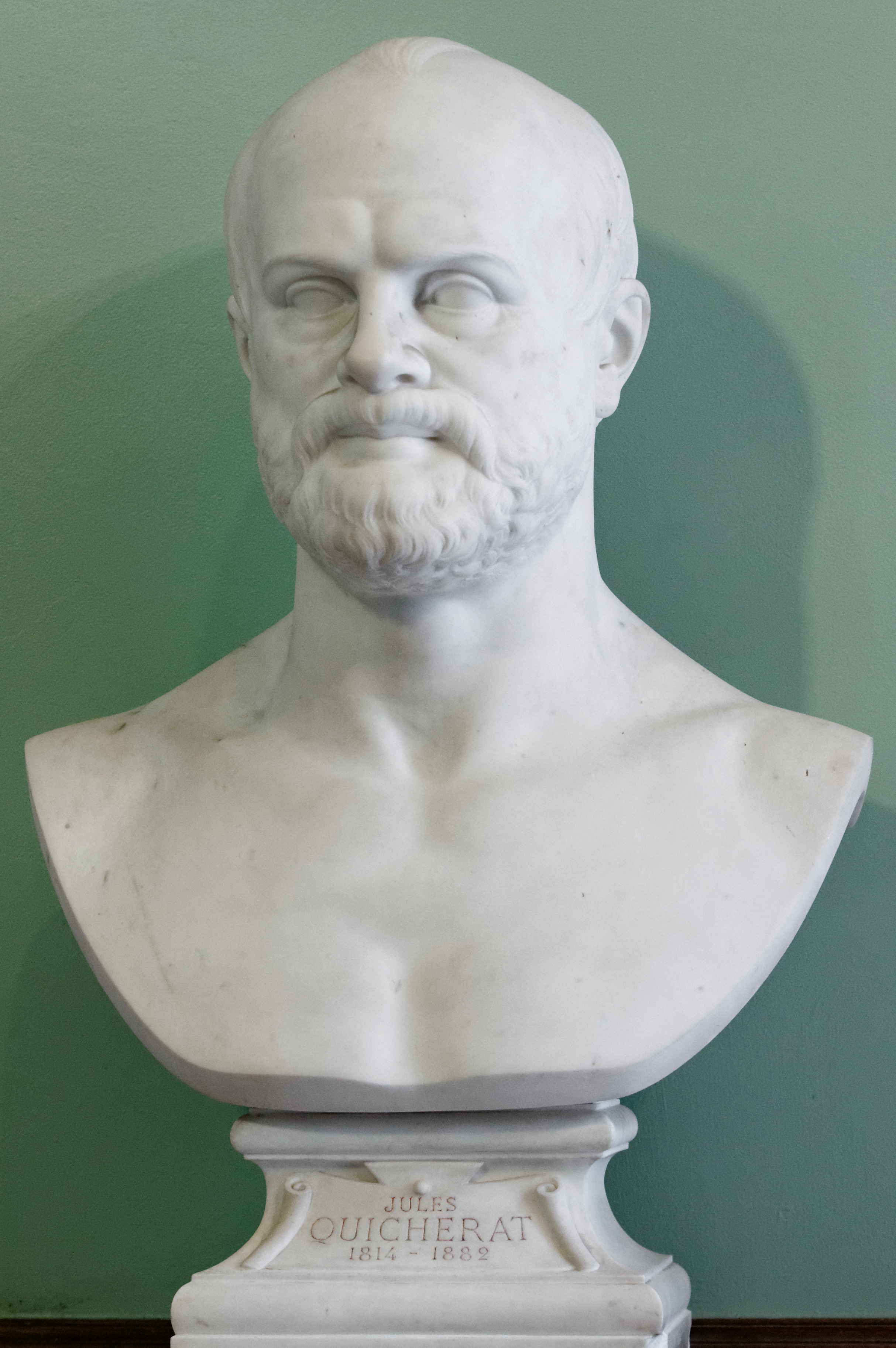
Buste de Jules Quicherat (1885), Paris, École nationale des chartes.
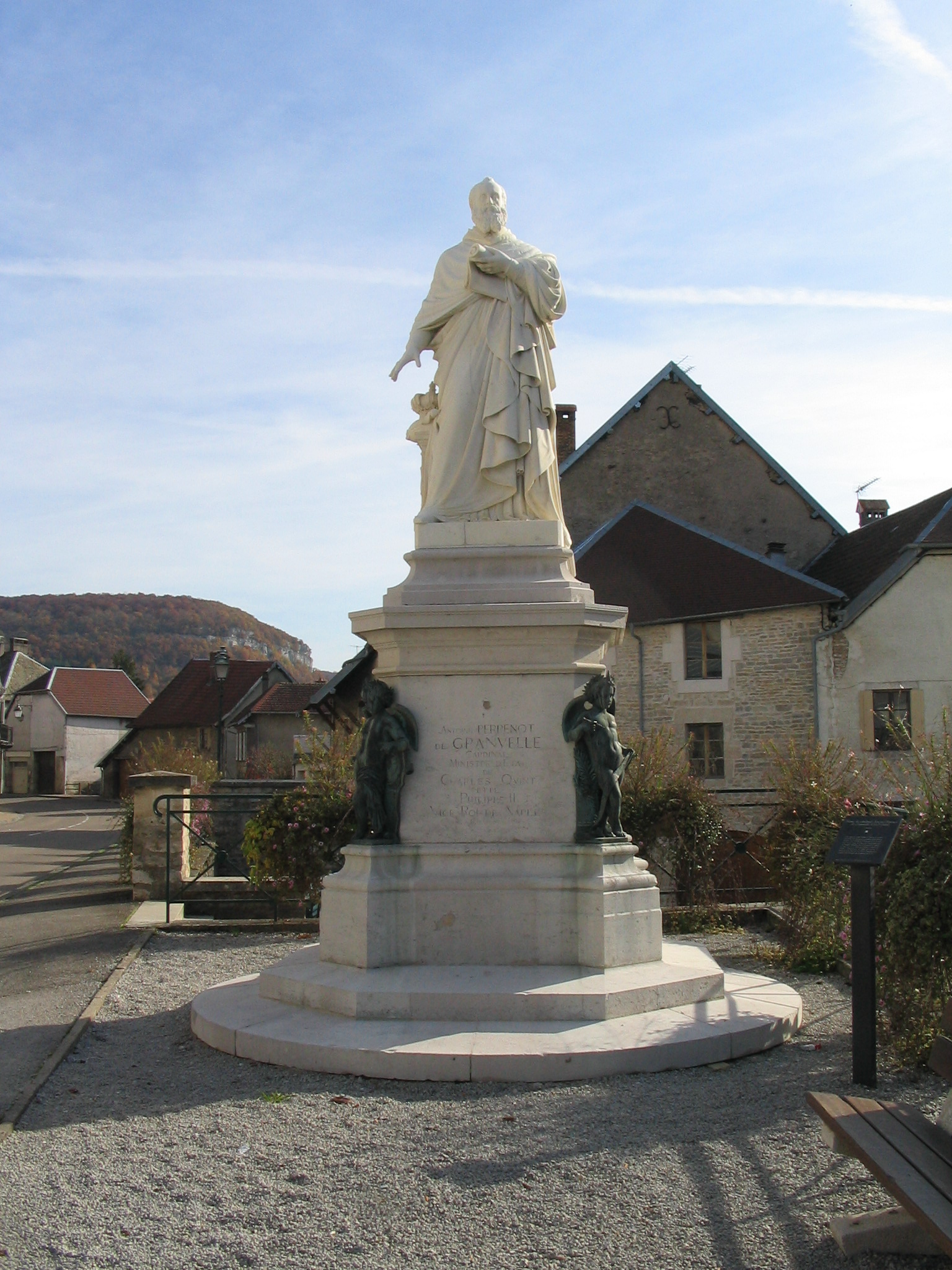
Monument au cardinal de Granvelle (1897), marbre, Ornans[10],[11].
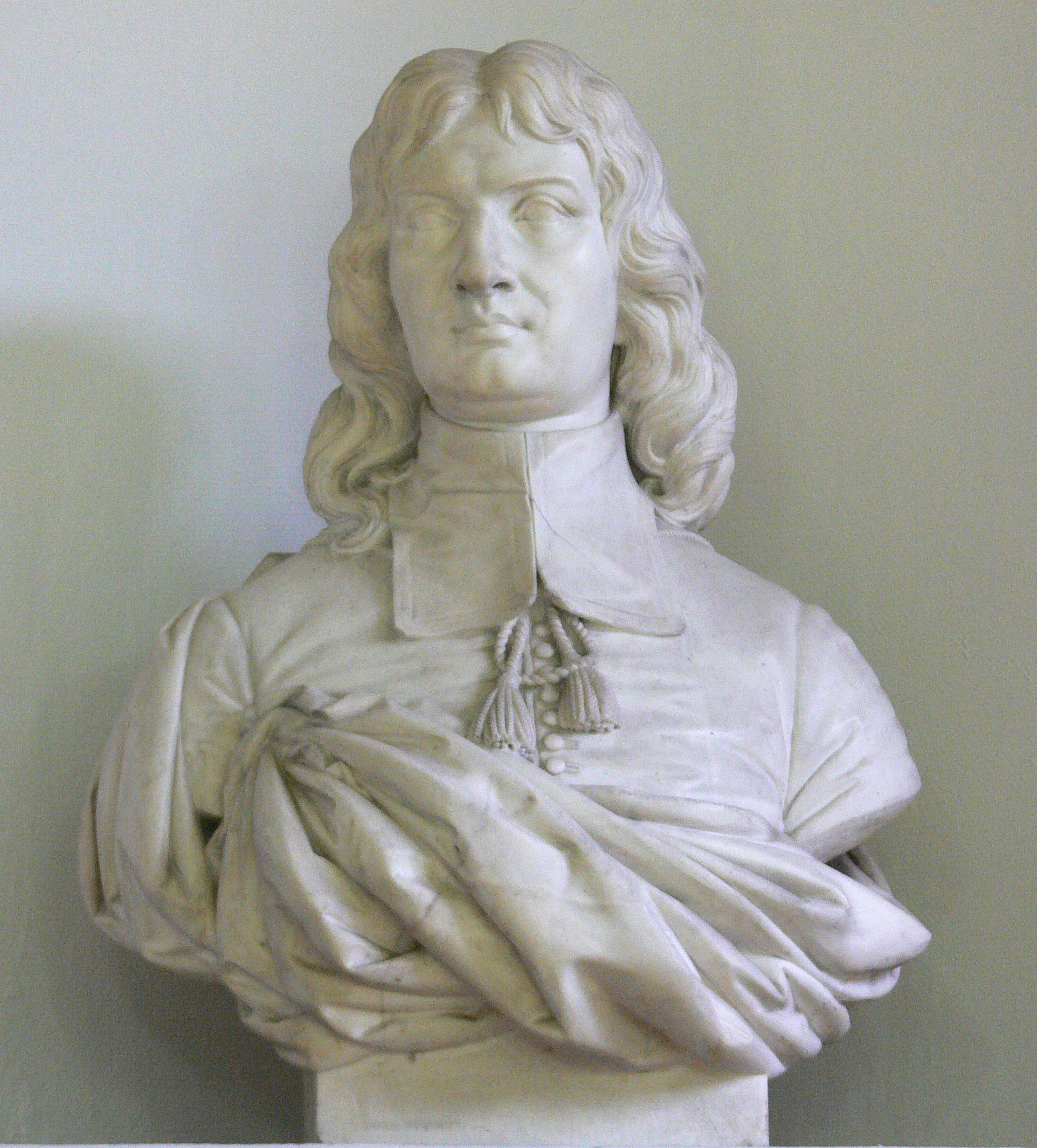
Buste de Jean-Baptiste Boisot, bibliothèque municipale de Besançon.

### Legs et Prix Jean Petit
Par testament, il crée une récompense pour un concours de composition historique, peinture ou sculpture, sur un sujet comtois, remis par l'Académie des sciences, belles-lettres et arts de Besançon et de Franche-Comté. 
Son fonds d'atelier et sa correspondance sont donnés à la Bibliothèque municipale de Besançon, il s'agit des Manuscrits Ms 1434 à 1438, avec comme correspondants Charles Weiss, Joseph Droz, Edouard Baille, Edouard Baldus, Léon Bonnat, le Dr Blondon, Gaston Coindre, Félix-Henri Giacomotti, Jean Gigoux, Edouard Grenier, Victor Hugo, Victor Jeanneney, Jules Quicherat, Francis Wey...

## Œuvres
- Besançon :
  - bibliothèque municipale : Buste de Jean-Baptiste Boisot, marbre.
  - musée des Beaux-Arts et d'Archéologie : Buste de Charles Nodier, 1845, marbre.
- Gray, musée Baron-Martin :
  - Le Baron Martin de Gray, 1851, médaillon en bronze, 25 cm ;
  - Le Marquis de Falletans, 1846, médaillon en plâtre patiné, 22 cm.
- Ornans : Le Cardinal Antoine Perrenot de Granvelle, 1897. Jusqu'en 1952, la statue se trouvait dans la cour du palais Granvelle à Besançon.